# 세계 7대 불가사의

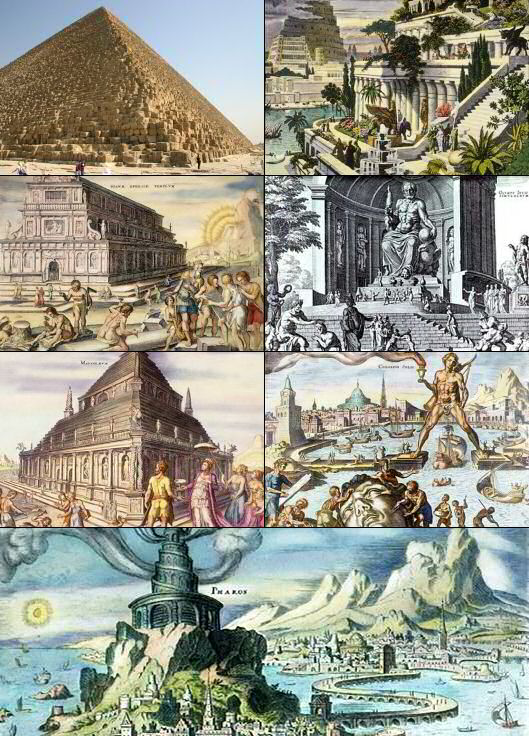
고대의 세계 7대 기적(좌에서 우로 위에서 아래 순)
기자의 대피라미드, 바빌론의 공중 정원
아르테미스 신전, 올림피아의 제우스 상
할리카르나소스의 마우솔레움, 로도스의 거상
알렉산드리아의 등대

세계 7대 불가사의(世界七大不可思議)는 사람의 손으로 이루어낸 가장 기적적인 건축물 일곱 가지를 일컫는다. 고대로부터 지금에 이르기까지 수많은 목록들이 작성되어 왔다. 가장 유명한 목록은 고대 그리스인이 생각해 낸 세계의 불가사의이다. 다만 중국의 만리장성, 인도의 타지마할이 언급되지 않고 있는 것을 미루어 보면, "세계"라는 말은 당시 그리스인들이 알고 있던 헬레니즘 문명권을 뜻하는 의미로 해석해야 할 것으로 보인다. 이 명칭은 기원전 약 3세기를 전후로 하여 쓰이기 시작하였으며, 당시의 그리스인들이 보고 들어서 알던, 주변의 발달된 문명 국가들이 이룩한 웅대한 건축 및 예술 작품을 일컫는다.
그리스의 시인 안티파트로스가 지은 시에 '고대의 세계 7대 불가사의'가 언급된다. 그런데 일곱 개의 이른바 "기적물"은 시대에 혹은 작가에 따라 약간의 차이가 있다. 퀴로스의 궁전, 바빌론의 바벨탑이 경우에 따라서 7대 기적물에 손꼽히기도 한다. 원래 알렉산드리아의 등대 대신 바빌론 성벽(이슈타르의 문)이 들어갔지만, 6세기에 교체되었다. 다음 목록은 전형적으로 꼽히는 고대 세계 7대 불가사의 목록이다.
- 대피라미드 (→ 이집트 문명)
- 바빌론의 공중 정원 (→ 바빌론)

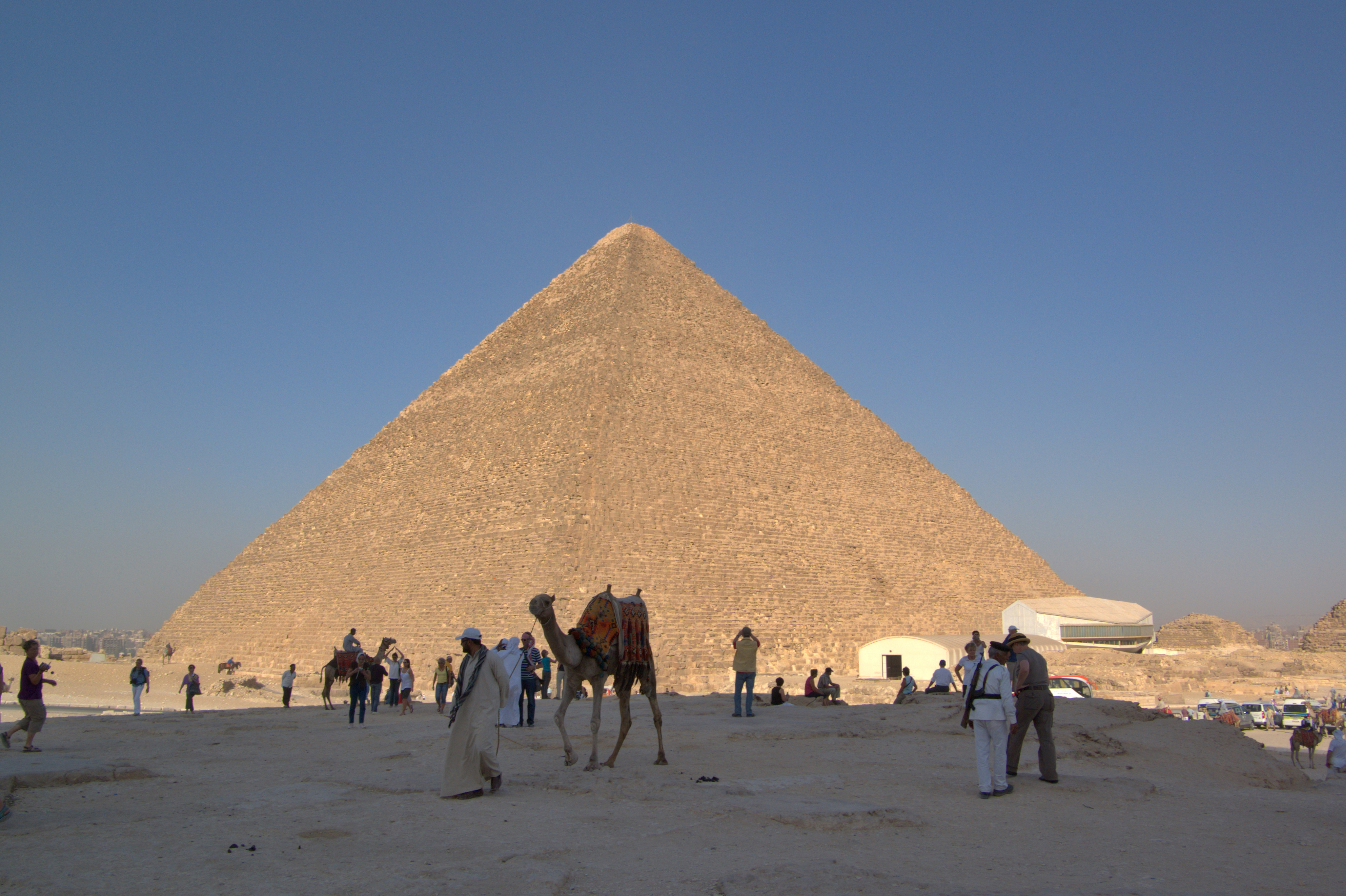
고대 세계 7대 불가사의로는 유일하게 남아 있는 대피라미드.

- 알렉산드리아의 등대 (→ 알렉산드리아) 이를 복원하려는 시도가 있다.
- 에페소스의 아르테미스 신전 (→ 에페소스)
- 할리카르나소스의 마우솔레움 (→ 할리카르나소스)
- 올림피아의 제우스 상 (→ 올림피아)
- 로도스의 거상 (→ 로도스)

이들 중 대피라미드가 가장 오래 된 건조물인데, 유일하게 지금까지 건재하다.

## 중세의 세계 7대 불가사의

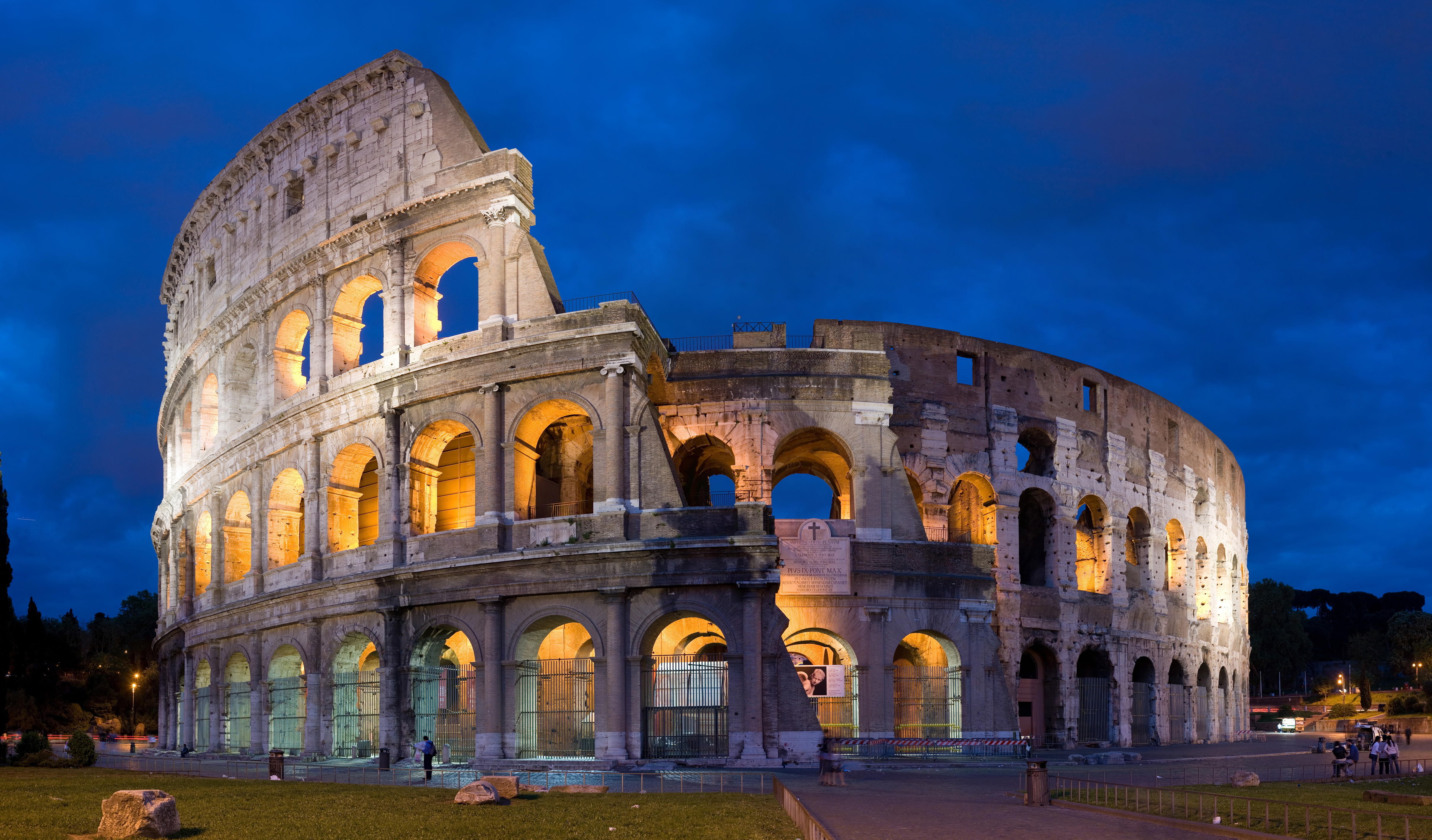
로마의 콜로세움

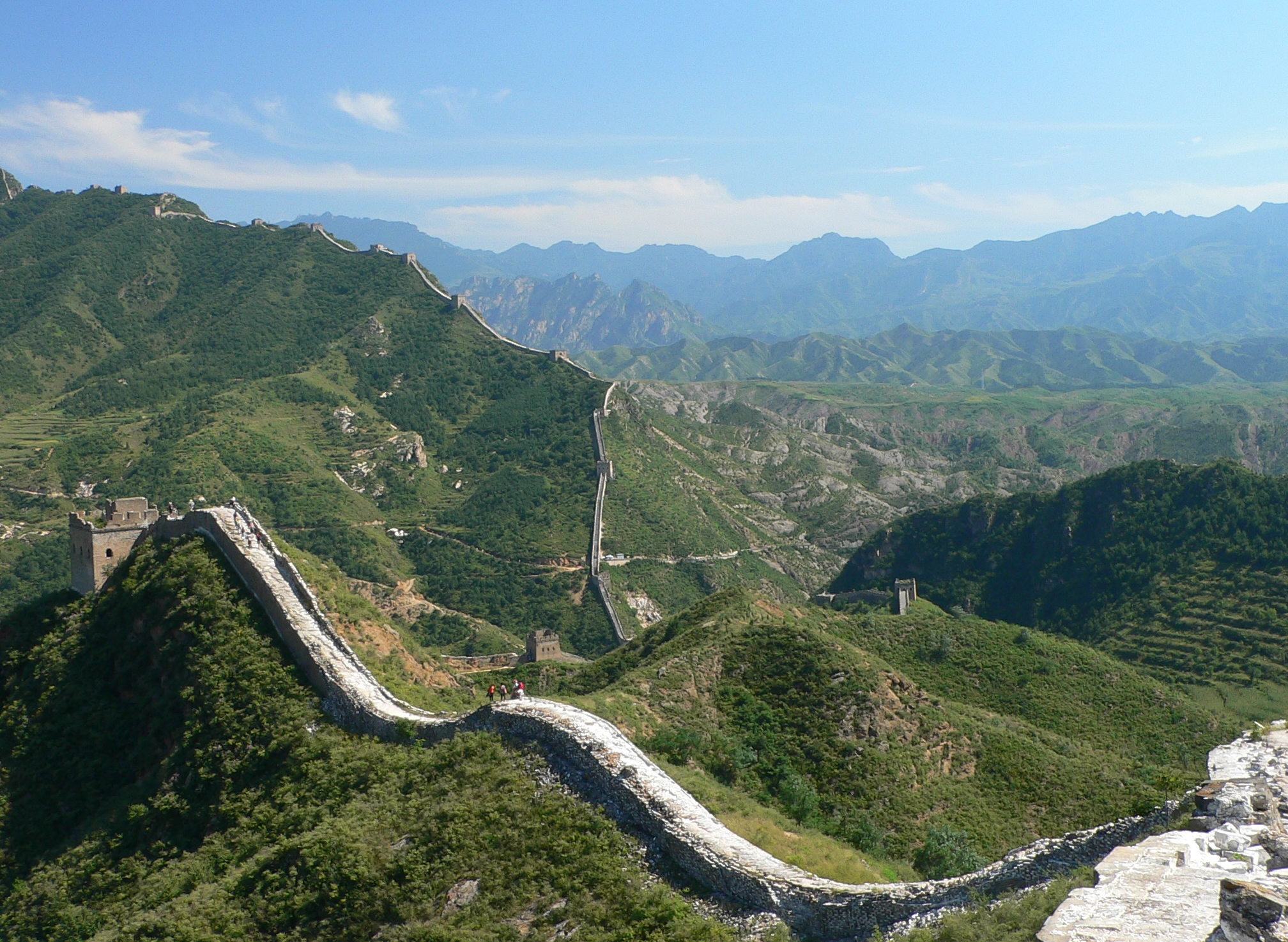
만리장성

19세기와 20세기에 걸쳐, 일부 작가들은 중세에 지어진 불가사의들의 목록을 작성하기 시작했다. 아래 목록의 건축물들 중 상당수는 중세에 지어진 것이 아니지만, 중세의 불가사의로 잘 알려진 것들이다.
전형적인 중세의 세계 7대 불가사의의 목록은 다음과 같다:
- 스톤헨지
- 콜로세움
- 콤 엘 쇼카파의 카타콤베 (Catacombs of Kom el Shoqafa)
- 만리장성
- 영곡탑(靈谷塔)
- 하기야 소피아
- 피사의 사탑

이것들 외에 아래와 같은 것이 들어간다.
- 타지마할[6]
- 카이로 요새[7]
- 엘리 성당[8]
- 클루니 수도원[9]

## 현대의 세계 7대 불가사의

### 미국토목학회

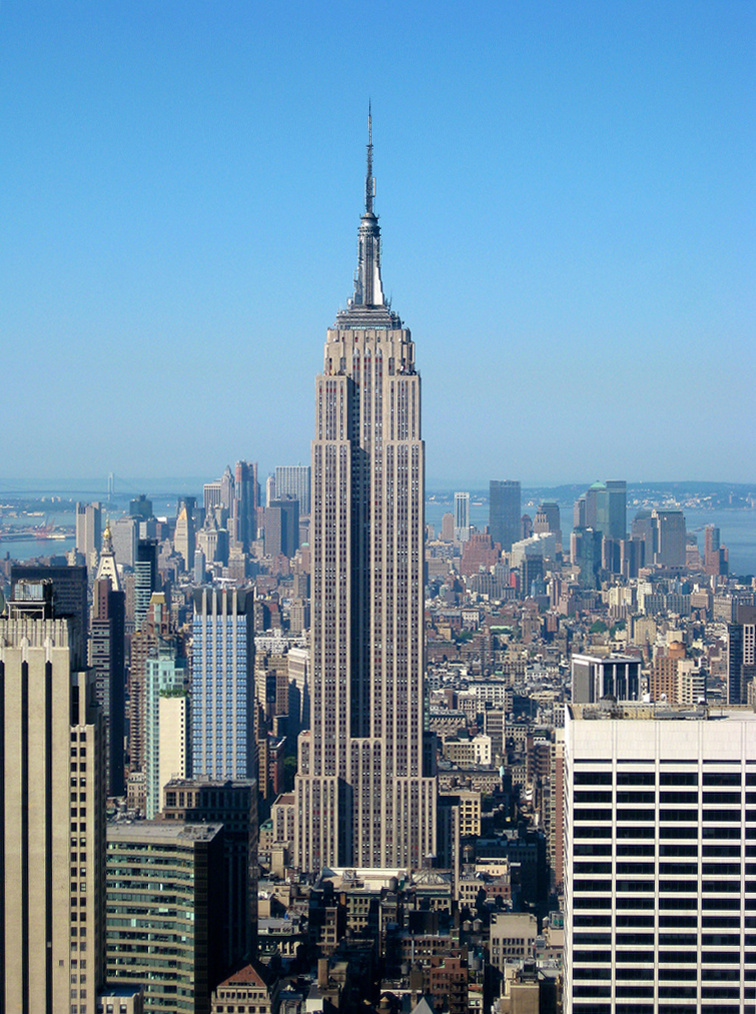
엠파이어 스테이트 빌딩

미국토목학회는 현대의 불가사의 목록들을 작성했다.
| 불가사의                      | 착공일          | 완공일                                                                | 위치                             |
| ----------------------------- | --------------- | --------------------------------------------------------------------- | -------------------------------- |
| 채널 터널                     | 1987년 12월 1일 | 1994년 5월 6일                                                        | 영국과 프랑스 사이 도버 해협     |
| CN 타워                       | 1973년 2월 6일  | 1976년 6월 26일                                                       | 캐나다 온타리오주 토론토         |
| 엠파이어 스테이트 빌딩        | 1930년 1월 22일 | 1931년 5월 1일, 1967년까지 세계 최고층 빌딩. 100층을 넘는 최초의 건물 | 미국 뉴욕주 뉴욕 시              |
| 금문교                        | 1933년 1월 5일  | 1937년 5월 27일                                                       | 미국 캘리포니아주 샌프란시스코   |
| 이타이푸 댐                   | 1970년 1월      | 1984년 5월 5일                                                        | 파라나강, 브라질과 파라과이 사이 |
| 델타 계획/ 자위더르 간척 사업 | 1920년          | 1997년 5월 10일                                                       | 네덜란드                         |
| 파나마 운하                   | 1880년 1월 1일  | 1914년 1월 7일                                                        | 파나마 지협(地峽)                |

### 뉴세븐원더스 재단
2007년 7월 7일 스위스의 영화제작자이자 탐험가인 베르나르드 베버의 '뉴 세븐 원더스(New 7 Wonders)’ 재단이 포르투갈 리스본의 경기장에서 ‘신(新) 세계 7대 기적’을 발표했다. 1999년부터 200여 개의 유적지를 접수받아 21개의 후보지를 선정한 뒤 인터넷과 휴대전화 메시지를 이용하여 여론조사를 통한 선정하는 방식이었다. 그러나 전화로는 복수 응답이 가능하기 때문에 그 여론조사는 과학적이지 않은 것으로 간주된다. ("확실히 비과학적").
- 페루의 잉카 유적지 마추픽추
- 브라질의 리우데자네이루 예수상
- 멕시코 치첸이트사의 마야 유적지
- 중국 만리장성
- 인도 타지마할
- 요르단의 고대 도시 페트라
- 이탈리아 로마 콜로세움